# Jedrska energija
Delež jedrske energije v svetovni proizvodnji električne energije za civilno rabo (skupaj približno 23.816 TWh za leto 2015)
Jêdrska energíja je energija, sproščena pri jedrski reakciji, kot so jedrski razpad, razcep jedra in jedrsko zlivanje. Izraz se rabi tudi za opis proizvodnje električne energije v večjem obsegu ali za pogon plovil (večinoma v vojaške namene) s pomočjo jedrskih reaktorjev.
Jedrska energija je uporaba trajne jedrske cepitve  za proizvodnjo toplote in električne energije. Jedrske elektrarne so v letu 2013 zagotovile  približno 5,7 % svetovne energije in 13 % svetovne proizvodnje električne energije. Leta 2019 je, po poročanju Mednarodne agencije za jedrsko energijo (IAEA), 443 operativnih jedrskih reaktorjev (čeprav ne proizvajajo vsi električne energije ) v 31 državah. Zgrajenih je bilo tudi več kot 150 vojaških plovil na jedrski pogon.
Primer uporabe jedrske energije je jedrska elektrarna, ne-mirnodobna raba jedrske energije pa zajema jedrsko orožje. Vsi obstoječi jedrski reaktorji temeljijo na razcepu težkih jeder, že več desetletij pa potekajo raziskave, namenjene izrabi jedrskega zlivanja v mirnodobne namene.
Mnenja o rabi jedrske energije si nasprotujejo. Po eni strani jo nekateri okoljevarstveniki hvalijo kot izdaten energijski vir, ki ne prispeva k učinku tople grede. Po drugi strani jo drugi okoljevarstveniki kritizirajo zaradi problema jedrskih odpadkov in težkih posledic morebitnih jedrskih nesreč. Jedrska energija se uporablja tudi za vojaške namene - za izredno uničujoče orožje. Marsikje so civilni in vojaški programi jedrske energije povezani.
Jedrsko energijo lahko uporabljamo tudi v radioizotopskem termoelektričnem generatorju, ki namesto s cepitvijo jeder ustvarja toploto s podkritičnim jedrskim razpadom, pri katerem je masa jedrskega goriva veliko manjša od kritične. Takšni generatorji poganjajo vesoljske sonde in nekatere svetilnike, zgrajene v Sovjetski zvezi.
Za pomembnejše jedrske nesreče veljajo Černobilska nesreča (1986), nesreča v elektrarni Fukušima-Daiči (2011) in nesreča v elektrarni Otok treh milj v Pensilvaniji, ZDA (1979). Prav tako je bilo nekaj nezgod podmornic na jedrski pogon. Raziskave varnostnih izboljšav se nadaljujejo, da bi se lahko jedrsko zlivanje, ki je varnejše, uporabljalo tudi v prihodnosti. Od leta 2012 je po poročanju Mednarodne agencije za jedrsko energijo (IAEA) po vsem svetu v gradnji 68 civilnih jedrskih reaktorjev in to v 15 državah.
V ZDA so bila dovoljenja za skoraj polovico njihovih reaktorjev podaljšana za 60 let, in načrti za gradnjo ducat novih reaktorjev  so v resni obravnavi. Toda nesreča v japonski elektrarni Fukušima Daiči leta 2011 je spodbudila premisleke o politiki jedrske energije v številnih državah. Nemčija se je odločila, da zapre vse svoje reaktorje do leta 2022, Italija pa je prepovedala uporabo jedrske energije. Po Fukušimi je Mednarodna agencija za jedrsko energijo prepolovila svojo oceno proizvodnje dodatnih jedrskih zmogljivosti, ki bodo zgrajene do leta 2035.

## Razširjenost
Leta 2011 je jedrska energija predstavljala 10 % svetovne proizvodnje električne energije. Leta 2007 je IAEA poročala, da je bilo 439 jedrskih reaktorjev, ki obratujejo po svetu, in to v 31 državah. Vendar so mnogi zdaj prenehali z obratovanjem zaradi jedrske nesreče v Fukušimi. V letu 2011 se je po vsem svetu jedrska proizvodnja zmanjšala za 4,3 %, kar je največji padec do sedaj.
Odkar se je pričela komercialna raba jedrske energije v sredini leta 1950, je bilo leto 2008 prvo leto, ko nobena nova jedrska elektrarna ni bila priključena na omrežje, čeprav sta bili potem v letu 2009 priključeni kar dve.
Letna proizvodnja jedrske energije je bila rahlo padajoči trend od leta 2007. En od dejavnikov za zmanjšanju jedrske energije je bilo podaljšanje zaprtja velikih reaktorjev v jedrski elektrarni Kašivazaki-Kariva na Japonskem po potresu v Nigata-Čuecu-Oki.
ZDA proizvedejo največ jedrske energije, pri čemer le-ta zagotavlja 19 % potreb po električni energiji, medtem ko v Franciji proizvedejo najvišji odstotek svoje električne energije iz jedrskih reaktorjev (80 % od leta 2006). Evropska unija kot celota zagotavlja 30 % jedrske energije. Politika o jedrski energiji se močno razlikuje med državami Evropske unije in nekatere, kot so Avstrija, Estonija, Irska in Italija, nimajo aktivnih jedrskih elektrarn. Za primerjavo, Francija ima trenutno v uporabi veliko število elektrarn s 16 enotnimi postajami.
V ZDA je ocenjena vrednost (do leta 2013) jedrskih generatorjev 18 milijard USD, medtem ko je vrednost elektroindustrije, ki uporablja premog in plin, ocenjena na 85 milijard USD.
Veliko vojaških in nekatere civilne ladje (kot so nekateri ledolomilci) uporabljajo jedrski pogon. Tudi v nekaj vesoljskih plovil so vgradili polnopravne jedrske reaktorje; med njimi sta sovjetski US-A in ameriški SNAP-10A.
Mednarodne raziskave se ukvarjajo z varnostnimi izboljšavami, kot so pasivno varne naprave, uporaba jedrske fuzije (zlivanja)  in dodatna uporaba toplotnih procesov, kot so pridobivanje vodika z razsoljevanjem morske vode, in za uporabo pri daljinskem ogrevanju.

### Uporaba v vesoljstvu
Tako cepitev kot fuzija se zdita obetavni za uporabo za vesoljski pogon, za ustvarjanje višjih hitrosti z manj reakcijske mase. To je zaradi veliko večje energetske gostote jedrskih reakcij, ki za sedem velikostnih razredov (10.000.000-krat) presega kemijske reakcije, ki poganjajo sedanjo generacijo plovil.
Radioaktivni razpad je bil uporabljen v razmeroma majhnem obsegu (nekaj kW), predvsem na vesoljskih misijah in pri eksperimentih z radioizotopom termoelektričnih generatorjev (kot so v laboratoriju Idaho National).

### Jedrska energija v Sloveniji
Slovenija je med državami, ki že uporablja jedrsko energijo za proizvodnjo električne energije. Od leta 1982 deluje jedrska elektrarna Krško, ki predstavlja enega od stebrov državnega elektroenergetskega sistema, saj proizvede približno 37 % vse energije v Sloveniji.
Trenutno poteka široka javna razprava o možnosti širitve elektrarne z novim blokom, ki jo je poleti 2019 sprožil predsednik vlade Marjan Šarec. Nove kapacitete bi lahko nadomestile sporno Termoelektrarno Šoštanj ob morebitni predčasni zaustavitvi in zagotovile zanesljiv vir energije po koncu življenjske dobe obstoječega reaktorja, ki so jo s posodobitvami podaljšali do leta 2043. Strokovna in širša javnost je razdeljena glede vprašanja umeščanja projekta v nacionalno energetsko strategijo, nasprotovanje pa je možno pričakovati tudi pri sosednjih državah.

## Jedrska elektrarna
V nasprotju z elektrarnami na fosilna goriva, je edina snov, ki zapušča hladilni stolp jedrskih elektrarn  vodna para, ki ne onesnažuje zraka ali povzroča globalnega segrevanja.
Tako kot mnoge običajne termoelektrarne proizvajajo električno energijo z izkoriščanjem toplotne energije, ki jo sproščajo fosilna goriva, jedrske elektrarne pretvarjajo energijo, ki se sprošča iz jedra atoma prek jedrske cepitve, ki poteka v jedrskem reaktorju. Toplota se odstrani iz reaktorske sredice s hladilnim sistemom, ki uporablja toploto za pridobivanje pare, ki poganja parne turbine in je povezan z generatorjem, ki proizvaja električno energijo.

## Okoljska vprašanja
Analiza življenjskega cikla emisij ogljikovega dioksida kaže, da je jedrska energija  primerljiva z obnovljivimi viri energije. Emisije pri zgorevanju fosilnih goriv so mnogo višje. 
Po podatkih Združenih narodov (UNSCEAR) redno obratovanje jedrskih elektrarn, vključno z jedrskim gorivnim ciklom, povzroča radioizotopne izpuste v okolje, ki znašajo 0,0002 mSv (milisieverta) na leto.

### Podnebne spremembe
Spremembe podnebja povzročajo vremenske ekstreme, kot so vročinski valovi, zmanjšanje ravni padavin  in suše, ki lahko pomembno vplivajo na jedrsko energetsko infrastrukturo. To lahko privede do zaprtja jedrskih reaktorjev, kot se je zgodilo v Franciji med letoma 2003 in 2006 zaradi vročinskih valov. Dobava jedrske energije se je močno zmanjšala zaradi nizkih pretokov rek in suše, zaradi katere so reke dosegle najvišjo temperaturo za hlajenje reaktorjev. Med vročinskim valom je moralo 17 reaktorjev omejiti proizvodnjo oz. so bili zaustavljeni. 77% električne energije v Franciji pridobijo z jedrsko energijo, in v letu 2009 je podobna situacija ustvarila 8GW primanjkljaja in prisilila francosko vlado, da uvozi električno energijo. O drugih primerih so poročali iz Nemčije, kjer so med letom 1979 in 2007 zaradi ekstremno visokih temperatur zmanjšali proizvodnjo jedrske energije za devetkrat. Podobni primeri so se zgodili tudi drugod po Evropi, v istih vročih poletnih mesecih. Če se bo globalno segrevanje nadaljevalo, obstaja možnost povečanja teh motenj.

## Primerjava z obnovljivimi viri energije
Jedrska energija se primerja z obnovljivimi viri energije, saj ne eni ne drugi ne proizvajajo toplogrednih plinov in imajo nizke emisije izpustov v celotnem življenjskem obdobju. Stroški proizvodnje obeh oblik energije so najvišji v fazi gradnje; čeprav so stroški obratovanja in vzdrževanja pri proizvodnji jedrske energije po ocenah Ameriške uprave za informacije o energetiki (US Energy Information Administration) v letu 2008 nekoliko višji od vetrne energije, po oceni svetovalnega podjetja Lazard pa bistveno nižji.
Po mnenju strokovnjakov s Tehniške univerze v Lappeenranti ima tipična jedrska elektrarna  gospodarsko življenjsko dobo približno 40 let, ki se po navadi podaljša za dodatnih 20 let, medtem ko imajo vetrne turbine življenjsko dobo približno 25 let. Vendar je vetrne turbine veliko lažje razgraditi in nadomestiti z novimi in s tem podaljšati življenjsko dobo vetrnih elektrarn za nedoločen čas, medtem, ko je treba jedrske objekte zapreti ob koncu njihove življenjske dobe. Vendar pri uporabi konvencionalnih obnovljivih virov energije ni izrabljenega goriva, ki ga je treba hraniti ali predelati. Samo jedrsko elektrarno pa je treba razstaviti in odstraniti, pri čemer nastane razmeroma velika količina nizko- in srednje radioaktivnih odpadkov.
Stroški jedrske energije in tudi namestitveni stroške vetrne energije so od približno leta 2002 v porastu, medtem ko se cena električne energije zmanjšuje glede na ceno moči vetra. V letu 2011 je vetrna energija postala tako poceni kot zemeljski plin, skupine, ki so proti uporabi jedrske energije, pa so zatrdile, da je sončna energija postala cenejša od jedrske energije že leta 2010.
Z varnostnega stališča je jedrska energija, v smislu izgubljenih življenj na enoto dobavljene električne energije, primerljiva ali v nekaterih primerih celo boljša od mnogih obnovljivih virov energije.